# Plaza Roma

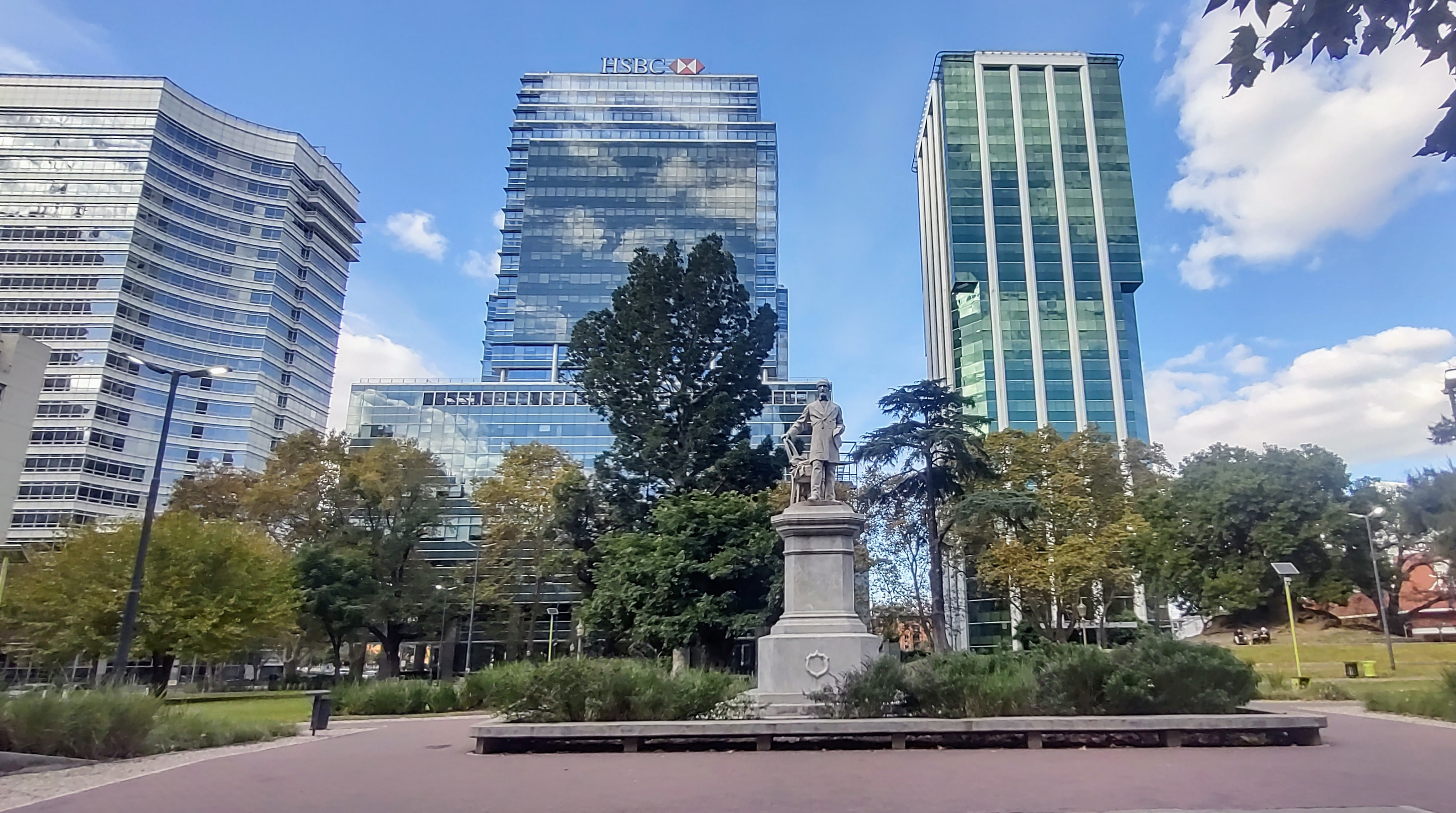
La plaza Roma en 2024

La Plaza Roma es un espacio verde público en el centro de la Ciudad de Buenos Aires. Se encuentra sobre el eje de la Avenida Leandro N. Alem y en una zona de gran densidad edilicia adonde se destacan las torres vidriadas de oficinas corporativas.

## Historia

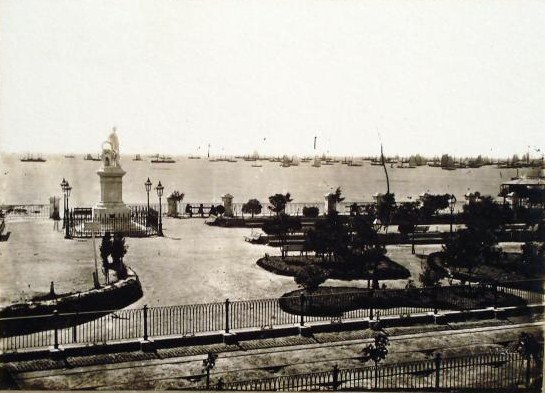
La entonces plaza Mazzini, cuando la ribera del Río de la Plata se encontraba a pocos metros (ca. 1880).

Su origen se remonta a la creación del Paseo de Julio (hoy avenida Alem), un camino ribereño que tenía sus orígenes en épocas virreinales, pero se consolidó y amplió durante el período de Juan Manuel de Rosas, inaugurándose en 1848. En los primeros tiempos este paseo se encontraba sobre la pendiente natural de la costa, pero debido a las inundaciones se construyó un muro de contención que lo elevó sobre el nivel de las crecidas y consolidó la zona.
Sobre este Paseo de Julio se conformó un espacio verde que primero fue conocido como Plaza de Julio, entre el muro de contención de la ribera, la avenida y las calles Parque (hoy Lavalle) y Tucumán. Allí, la comunidad italiana de Buenos Aires propuso emplazar un monumento en homenaje a Giuseppe Mazzini, fallecido en 1872. En marzo de 1877, la Legislatura de la Provincia de Buenos Aires sancionó la ley permitiendo la iniciativa; mientras la estatua era encargada al escultor Giulio Monteverde.
El 16 de marzo de 1878, fue inaugurado con una ceremonia el Monumento a Mazzini, transformando a la Plaza de Julio en una de las primeras de Buenos Aires con un monumento (luego de la plaza San Martín y la plaza de Mayo). Rápidamente esto llevó al cambio de nombre del sitio, que pasó a llamarse Plaza Mazzini.
A su costado corrían las vías del Ferrocarril del Norte que partían de una estación junto a la Aduana de Taylor y la Casa Rosada, yendo junto al Paseo de Julio hasta la actual estación de Retiro y siguiendo su ruta hacia San Fernando. Pero a partir de 1887, la ribera porteña sufrió una drástica reforma cuando comenzaron las obras de construcción del nuevo Puerto de Buenos Aires (hoy conocido como Puerto Madero. Así, mediante el relleno artificial, se extendieron las tierras de la ciudad ganando espacio al Río de la Plata, y el viejo Paseo de Julio quedó muy lejos de la ribera, perdiendo su condición de paseo costanero.

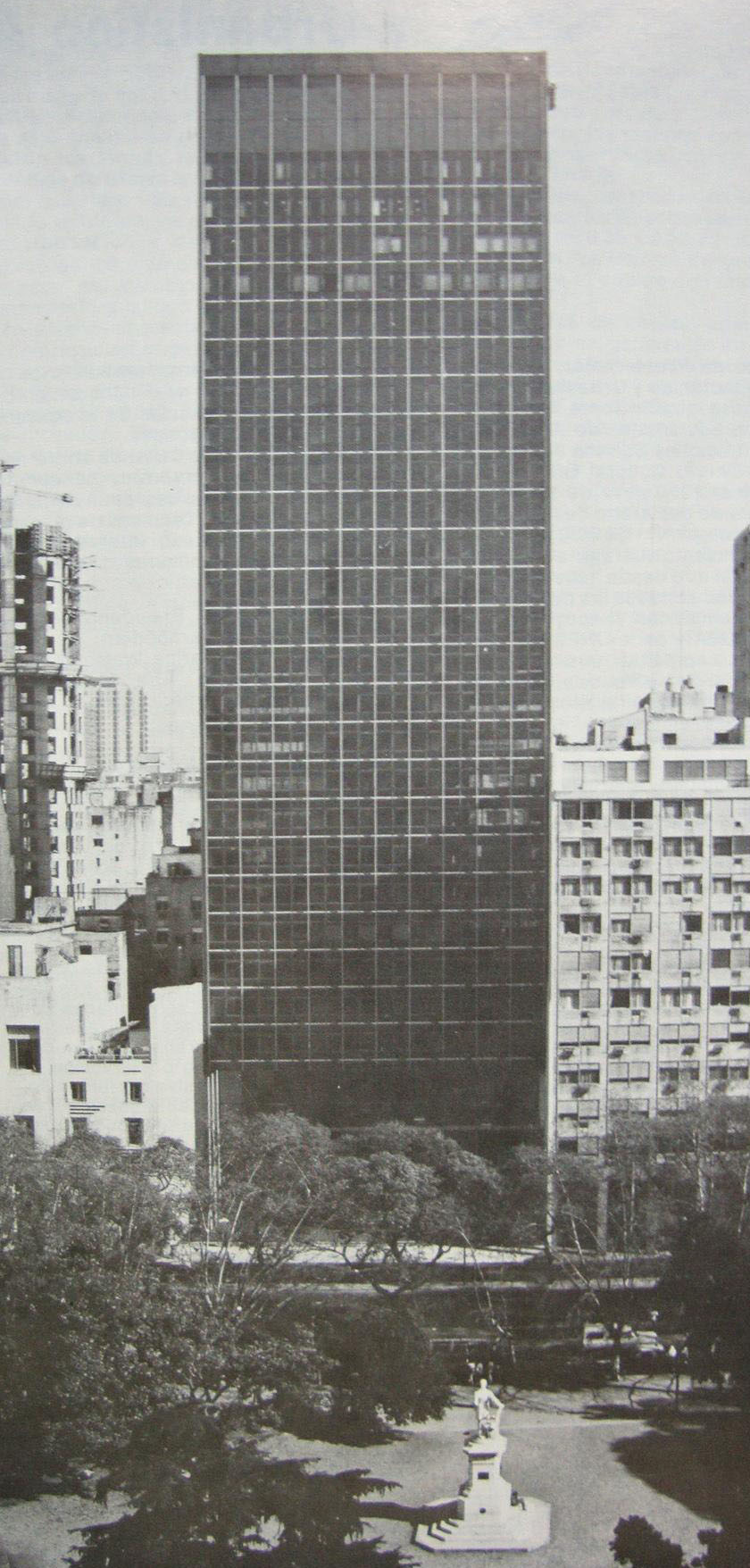
El edificio CHACOFI frente a la Plaza Roma (1980).

La plaza Mazzini, que originalmente contaba con vistas del río, los antiguos muelles de pasajeros y la Aduana, perdió también esas características y quedó rodeada por nuevos terrenos sin edificar, que posteriormente serían loteados y construidos. La zona tuvo un fuerte uso relacionado con el nuevo puerto, pero con el paso de los años también se construyeron edificios residenciales, oficinas, y particularmente casas bancarias y corporativas. También, sobre el Paseo de Julio, estaba la residencia del expresidente Miguel Juárez Celman (demolida en la década de 1970).
El 27 de marzo de 1961 finalmente se le impuso el actual nombre de Plaza Roma. En las décadas posteriores los alrededores de la plaza experimentaron grandes cambios. Mientras el diario La Nación construía su nueva sede e imprenta sobre el lado de la calle Bouchard, en 1980 se terminó el edificio CHACOFI, una torre vidriada de 113 metros de altura en el terreno antes ocupado por la casa de Juárez Celman. Pero fue a comienzos de la década del '90 que el entorno tuvo su mayor modificación, con la construcción de un conjunto de torres corporativas vidriadas, representantes de la entrada de la argentina al neoliberalismo como política económica. La Torre Bouchard (1994), con su característico remate piramidal fue seguida por el icónico edificio República (1996) diseñado por el reconocido arquitecto César Pelli, y finalmente un estudio norteamericano construyó el Bouchard Plaza sobre la estructura del edificio del diario La Nación (2004).